# هاينز كورنر
هاينز كورنر (بالألمانية: Heinrich Körner)‏ هو لاعب كرة قدم ومدرب كرة قدم نمساوي، ولد في 2 يوليو 1893 في فيينا في النمسا، وتوفي في 8 ديسمبر 1961. شارك مع منتخب النمسا لكرة القدم. أما مع النوادي، فقد لعب مع أوستريا فيينا ورابيد فيينا وشتوتغارت كيكرز.

## وصلات خارجية
- هاينز كورنر على موقع عالم كرة القدم.نت (الإنجليزية)